# 貝策爾峰
貝策爾峰（英語：Beitzel Peak）是南極洲的山峰，座標80°17′S 82°18′W，位於埃爾斯沃思地，處於米納雷特峰東南面3公里，屬於埃爾斯沃思山脈中雲石山脈的一部分，海拔高度2,170米（7,120英尺），以地球物理學家命名，現時由南極條約體系管理。